# ارتم میلیچنکو
ارتم میلیچنکو (اوکراینی: Артем Сергійович Мильченко؛ زادهٔ ۲۲ ژوئیهٔ ۲۰۰۰) بازیکن فوتبال اهل اوکراین است.